# Urnshausen
Urnshausen est une ancienne commune allemande de l'arrondissement de Wartburg, Land de Thuringe.

## Géographie
Urnshausen se situe dans la Rhön, au nord de la réserve de biosphère. Urnshausen et le village de Bernshausen sont entourés des monts Baier, Pleß et Stoffelskuppe. Le village de Hartschwinden se situe sur la Felda. Plusieurs sources se trouvent sur les pentes des montagnes, le territoire de la commune comprend deux lacs, le Schönsee et le Bernshäuser Kutte.
| Weilar   | Bad Salzungen |                  |
| Dermbach | Urnshausen    | Breitungen/Werra |
|          | Wiesenthal    | Roßdorf          |

Urnshausen se trouve sur la Bundesstraße 285.

## Histoire
Urnshausen est mentionné pour la première fois en 837 sous le nom d'Orentileshus.
Urnshausen, Bernshausen et Hartschwinden sont de 1604 à 1706 la scène d'une chasse aux sorcières : onze femmes subissent un procès, sept sont brûlées.

## Personnalités liées à la commune
- Hildegard Korner (née en 1959), athlète